# Manola Zabalza Aldama
Manola Zabalza Aldama (Cuernavaca, Morelos; 20 de mayo de 1995) es una economista mexicana. Desde el 5 de octubre de 2024 es la titular de la Secretaría Desarrollo Económico de la Ciudad de México.

## Biografía
Es licenciada en Economía por el Instituto de Estudios Políticos de París en esa misma institución realizó un posgrado en Economía con la beca de excelencia Bourse AEFE, que reconoce el mérito académico a nivel internacional. Además cuenta con estudios en la Escuela de Economía de Londres.
Entre 2019 y 2023, ocupó el cargo de Coordinadora Técnica en la Secretaría de Relaciones Exteriores de México, un puesto crucial durante la crisis sanitaria de COVID-19 ya que tenía como responsabilidad la obtención de equipamiento médico y  la coordinación de esfuerzos público-privados para enfrentar la emergencia sanitaria. 
Entre sus proyectos destacados se encuentra el Foro Acelerador de Sinergias entre Startups del Sector Tecnológico y el Gobierno, una plataforma  para fomentar la colaboración entre el sector privado y las instituciones públicas en torno a la innovación tecnológica.
Ha sido columnista invitada en el diario El Heraldo de México.

## Reconocimientos
- Práctica Excepcional 2023, otorgado por el Consejo Coordinador Empresarial.